# Knooppunt Boterdiep
Knooppunt Boterdiep (ook wel Knooppunt Noorderhoogebrug) is een Nederlands verkeersknooppunt tussen de wegen N46 en N370. Het knooppunt is een omgekeerd trompetknooppunt. Het knooppunt is vernoemd naar het nabijgelegen kanaal Boterdiep. Het knooppunt is onderdeel van de Ring Groningen. 

## Geschiedenis
Al in 1983 werd het knooppunt geopend als trompetknooppunt tussen de toenmalige N28 (nu N46 naar Euvelgunne) en de N46. Toen kreeg de aansluiting geen knooppuntstatus. In 2012 werd gestart met het ombouwen van de ring met ongelijkvloerse aansluitingen. In 2016 kregen alle aansluitingen in de ring een nummer en de aansluiting tussen de N46 en N370 de naam knooppunt Boterdiep. In het weekend van 10 en 11 juni 2017 werd de bewegwijzering voor het knooppunt geplaatst en is de status officieel.

## Richtingen knooppunt
| Aansluitende wegen | Aansluitende wegen          | Aansluitende wegen         | Aansluitende wegen | Aansluitende wegen |
| ------------------ | --------------------------- | -------------------------- | ------------------ | ------------------ |
|                    |                             | richting Bedum / Eemshaven |                    |                    |
|                    |                             |                            |                    |                    |
|                    | richting Groningen Zuidoost |                            |                    |                    |
|                    |                             |                            |                    |                    |
|                    |                             | richting Groningen Centrum |                    |                    |

Almere · Amstel · Arnestein · Assen · Azelo · Badhoevedorp · Bankhoef · Batadorp · Beekbergen · Benelux · Beverwijk · Bodegraven ·  Boterdiep ·  Buren · Burgerveen · Coenplein · De Baars · De Hoek · De Hogt · De Nieuwe Meer · De Poel · De Punt · De Stok · Deil · Diemen · Drachten · Drie Klauwen · Eemnes · Ekkersweijer · Emmeloord · Empel · Euvelgunne · Everdingen · Ewijk · Galder · Gooimeer · Gorinchem · Gouwe · Grijsoord · Hattemerbroek · Heerenveen · Hellegatsplein · Het Vonderen · Hintham · Hoevelaken · Hofvliet · Holendrecht · Holsloot · Hoogeveen · Hooipolder · IJmuiden (niet officieel) · Joure · Julianaplein · Kerensheide · Kethelplein · Klaverpolder · Kleinpolderplein · Kooimeer · Kruisdonk · Kunderberg · Lankhorst · Leenderheide · Lunetten · Maanderbroek · Markiezaat · Muiderberg · Neerbosch · Noordhoek · Ommedijk · Oud-Dijk · Oudenrijn · Paalgraven · Princeville · Prins Clausplein · Raasdorp ·  Reitdiep ·  Ressen · Ridderkerk · Rijkevoort · Rijnsweerd · Rottepolderplein · Rozenburg · Sabina · Sint-Annabosch · Stelleplas · Slufter · Ten Esschen · Terbregseplein · Tiglia · Vaanplein · Valburg · Velperbroek · Velsen · Vlaardingen · Vught · Waterberg · Watergraafsmeer · Werpsterhoek · Westerlee · Ypenburg · Zaandam · Zaarderheiken · Zonzeel · Zoomland · Zuidbroek · Zurich

Geplande knooppunten:
De Liemers · Zestienhoven

Voormalige knooppunten:
Bocholtz · Ekkersrijt · Europaplein (Groningen) · Europaplein (Maastricht) · Lindenholt